# Scopula beckeraria
Scopula beckeraria is een vlinder uit de familie spanners (Geometridae). De wetenschappelijke naam is voor het eerst geldig gepubliceerd in 1853 door Lederer.
De soort komt voor in Europa.